# بورز (دلاور)
بورز، دلاور (به انگلیسی: Bowers, Delaware) یک سکونتگاه مسکونی در ایالات متحده آمریکا با جمعیت ۳۳۵ نفر است که در دلاویر واقع شده‌است.